# رادکوویتسه و هروتوویتس
رادکوویتسه و هروتوویتس (به چکی: Radkovice u Hrotovic) یک منطقهٔ مسکونی در جمهوری چک است که در منطقه تربیچ واقع شده‌است. رادکوویتسه و هروتوویتس ۱۵٫۲۸ کیلومتر مربع مساحت و ۳۴۸ نفر جمعیت دارد و ۴۴۸ متر بالاتر از سطح دریا واقع شده‌است.